# Mládek
Mládek je mladší technolog v tradičních provozech – např. v pivovarech či mlýnech. Časem z něj může být stárek.